# Malachi Flynn
Malachi Flynn (Tacoma, Washington; 10 de mayo de 1998) es un baloncestista estadounidense que pertenece a la plantilla de los Austin Spurs de la NBA G League. Con 1,85 metros de estatura, juega en la posición de base.

## Trayectoria deportiva

### Universidad
Jugó dos temporadas con los Cougars de la Universidad Estatal de Washington, en la que promedió 12,8 puntos, 3,2 rebotes, 3,6 asistencias y 1,1 robos de balón por partido. Al término de esa segunda temporada anunció que sería transferido, y entre las opciones que tenía, eligió la Universidad Estatal de San Diego.
Tras pasar el año en blanco que impone la normativa de la NCAA, jugó una temporada con los Aztecs, en la que promedió 17,6 puntos, 5,1 asistencias, 4,5 rebotes y 1,8 robos, siendo elegido Jugador del Año de la Mountain West Conference y también mejor jugador defensivo, siendo consecuentemente incluido en el mejor quinteto de la conferencia. Fue seleccionado además para el segundo equipo consencuado All-American.
Al término de la temporada se declaró elegible para el Draft de la NBA, renunciando así al año de carrera universitaria que le quedaba por cumplir.

#### Estadísticas
| Año     | Equipo           | PJ       | PT       | MPP      | %TC      | %3P      | %TL      | RPP      | APP      | ROB      | TPP      | PPP      |
| ------- | ---------------- | -------- | -------- | -------- | -------- | -------- | -------- | -------- | -------- | -------- | -------- | -------- |
| 2016–17 | Washington State | 31       | 30       | 33.1     | .395     | .387     | .735     | 2.9      | 2.9      | .7       | .0       | 9.7      |
| 2017–18 | Washington State | 31       | 30       | 33.4     | .413     | .338     | .846     | 3.4      | 4.3      | 1.6      | .1       | 15.8     |
| 2018–19 | San Diego State  | Redshirt | Redshirt | Redshirt | Redshirt | Redshirt | Redshirt | Redshirt | Redshirt | Redshirt | Redshirt | Redshirt |
| 2019–20 | San Diego State  | 32       | 32       | 33.4     | .441     | .373     | .857     | 4.5      | 5.1      | 1.8      | .1       | 17.6     |
| Total   | Total            | 94       | 92       | 33.3     | .420     | .363     | .833     | 3.6      | 4.1      | 1.3      | .1       | 14.4     |

### Profesional
Fue elegido en la vigésimo novena posición del Draft de la NBA de 2020 por los Toronto Raptors, el primero jugador de San Diego State desde Kawhi Leonard en 2011 en ser incluido en la primera ronda del draft.
En sus dos primeras campañas con los Raptors alternó encuentros con el filial de la G League, los Raptors 905. Disputó en su año rookie 47 encuentros con el primer equipo, 14 de ellos como titular, y alcanzó los 27 puntos ante Indiana Pacers el 16 de mayo de 2021. Fue nombrado rookie del mes de abril de la confenrecia Oeste.
Durante su cuarta temporada en Toronto, el 30 de diciembre de 2023, es traspasado junto a O.G. Anunoby y Precious Achiuwa, a New York Knicks a cambio de RJ Barrett y Immanuel Quickley.
El 8 de febrero de 2024, tras 14 encuentros con los Knicks, es traspasado junto a Quentin Grimes, Evan Fournier y Ryan Arcidiacono a Detroit Pistons, a cambio de Alec Burks y Bojan Bogdanović. El 3 de abril anota 50 puntos ante Atlanta Hawks, siendo la anotación más alta en la historia de la franquicia de Detriot para un jugador saliendo desde el banquillo, y la segunda más alta en este aspecto en la historia de la NBA, tras los 51 puntos de Jamal Crawford en 2019. También se convirtió en el jugador con la media anotadora más baja (5,2) en anotar 50 puntos en un partido NBA.
En agosto de 2024 firma, como agente libre, un contrato no garantizado con San Antonio Spurs. Pero el 19 de octubre es cortado antes del inicio de la temporada. El 29 de octubre se incorporó a la plantilla de su filial, los Austin Spurs. En su debut con el equipo tejano consiguió 35 puntos, 6 asistencias y 3 robos de balón en la victoria ante Osceola Magic.
El 28 de febrero de 2025 firmó un contrato de diez días con los Charlotte Hornets de la NBA. A la finalización del mismo regresó a Austin.

## Estadísticas de su carrera en la NBA

### Temporada regular
| Año     | Equipo    | PJ  | PT | MPP  | %TC  | %3P  | %TL  | RPP | APP | ROB | TPP | PPP |
| ------- | --------- | --- | -- | ---- | ---- | ---- | ---- | --- | --- | --- | --- | --- |
| 2020-21 | Toronto   | 47  | 14 | 19.7 | .374 | .321 | .804 | 2.5 | 2.9 | .8  | .1  | 7.5 |
| 2021-22 | Toronto   | 44  | 5  | 12.2 | .393 | .333 | .625 | 1.4 | 1.6 | .5  | .1  | 4.3 |
| 2022-23 | Toronto   | 53  | 2  | 13.0 | .360 | .353 | .758 | 1.4 | 1.3 | .4  | .1  | 4.6 |
| 2023-24 | Toronto   | 31  | 0  | 15.3 | .409 | .350 | .773 | 2.1 | 2.4 | .6  | .2  | 5.1 |
| 2023-24 | New York  | 14  | 0  | 4.3  | .391 | .308 | .818 | .4  | .4  | .1  | .0  | 2.2 |
| 2023-24 | Detroit   | 24  | 0  | 14.3 | .430 | .316 | .684 | 1.8 | 2.1 | .8  | .1  | 8.0 |
| 2024-25 | Charlotte | 4   | 0  | 10.9 | .385 | .250 | .833 | 1.8 | 1.8 | .8  | .0  | 4.0 |
| Total   | Total     | 217 | 21 | 14.2 | .387 | .333 | .747 | 1.7 | 1.9 | .6  | .1  | 5.5 |

### Playoffs
| Año   | Equipo  | PJ | PT | MPP | %TC  | %3P  | %TL | RPP | APP | ROB | TPP | PPP |
| ----- | ------- | -- | -- | --- | ---- | ---- | --- | --- | --- | --- | --- | --- |
| 2022  | Toronto | 6  | 0  | 6.0 | .000 | .000 | —   | .5  | .5  | .2  | .0  | .0  |
| Total | Total   | 6  | 0  | 6.0 | .000 | .000 | —   | .5  | .5  | .2  | .0  | .0  |